# Heliconius rosacea
Heliconius rosacea är en fjärilsart som beskrevs av Riffarth 1907. Heliconius rosacea ingår i släktet Heliconius och familjen praktfjärilar. Inga underarter finns listade i Catalogue of Life.